# エターナル・サンシャイン
『エターナル・サンシャイン』（原題：Eternal Sunshine of the Spotless Mind）は、2004年公開のアメリカ映画。ミシェル・ゴンドリー監督。人気脚本家チャーリー・カウフマンがプロデューサーおよび脚本家で参加している。

## 概要
「記憶除去手術」を受けた男女を主人公として、記憶と恋愛を扱った作品。原題は、劇中でメアリーが暗唱するアレキサンダー・ポープの詩にちなむ。
ミシェル・ゴンドリー、チャーリー・カウフマン、ピエール・ビスマスの3人は、この作品によって2004年度のアカデミー脚本賞を受賞した。

## あらすじ
もうすぐヴァレンタインという季節。平凡な男ジョエルは、恋人クレメンタイン（クレム）と喧嘩をしてしまう。何とか仲直りしようとプレゼントを買って彼女の働く本屋に行くが、クレムは彼を知らないかのように扱い、目の前でほかの男といちゃつく始末。ジョエルはひどいショックを受ける。やがて彼はクレムが記憶を消す手術を受けたことを知る。苦しんだ末、ジョエルもクレムの記憶を消し去る手術を受けることを決心。手術を受けながら、ジョエルはクレムとの思い出をさまよい、やがて無意識下で手術に抵抗し始める。

## キャスト
※括弧内は日本語吹替
- ジョエル・バリッシュ - ジム・キャリー（松本保典）
- クレメンタイン・クルシェンスキー - ケイト・ウィンスレット（林真里花）

ジョエルの恋人であったが、ジョエルと喧嘩をして傷心したことを忘れるために記憶消去の手術を受けた。
- パトリック - イライジャ・ウッド（浪川大輔）
- メアリー - キルスティン・ダンスト（中村千絵）
- スタン - マーク・ラファロ（川島得愛）
- ハワード・ミュージワック博士 - トム・ウィルキンソン（野島昭生）
- ロブ - デヴィッド・クロス

## 主な受賞
- アカデミー賞：脚本賞
- サターン賞：SF映画作品賞
- 英国アカデミー賞：編集賞、脚本賞
- セントラル・オハイオ映画批評家協会賞：脚本賞
- 英国エンパイア賞：英国主演女優賞
- カンザスシティ映画批評家協会賞：脚本賞
- ラスベガス映画批評家協会賞：脚本賞、主演女優賞
- ロンドン映画批評家協会賞：英国主演女優賞、脚本賞
- ナショナル・ボード・オブ・レビュー：脚本賞

## 評価
- 2016年のイギリスBBC主催の投票では、世界の177人の批評家が「21世紀の偉大な映画ベスト100」の第6位に選出した[3]。